# Peseshet
Peseshet est une femme médecin ayant vécu en Égypte antique sous la IVe dynastie. Elle est la première femme médecin connue au monde,,.
Le professeur Selim Hassan découvre lors de sa fouille de Gizeh, une stèle de l'Ancien Empire représentant une femme et légendée Peseshet, Superviseuse des Doctoresses. Le féminin ne laisse aucun doute sur Peseshet ni sur le mot docteur, il y avait donc bien à l'époque un corps professionnel officiel de femmes médecins dont Peseshet était la directrice. Ce corps professionnel aurait perduré de -3000 à -2263. Selim Hassan publie en 1930 le résultat de ses découvertes, dans lequel il estime à -2700 la date à laquelle vivait Peseshet. S'il n'est pas absolument démontré qu'elle était médecin elle-même, l'existence de femmes médecins à cette époque n'est pas contestable.
Elle était également directrice des prêtresses, et devait à ce titre soigner les femmes de cour et la famille du pharaon, former les sages-femmes et se charger des funérailles des hauts dignitaires.